# Canelones (departement)
Departementet Canelones (Departamento de Canelones ) är ett av Uruguays 19 departement.

## Geografi
Canelones omfattar området norr och öster om landets huvudstad Montevideo. Invånarantalet är 509 095 (30 juni 2007) på en yta av 4 536 km², vilket ger en befolkningsdensitet på 112,23 inv./km². Detta gör departementet till det näst folkrikaste och näst mest tätbefolkade i landet, i båda fallen efter Montevideo. Den administrativa huvudorten är staden Canelones, medan den största staden är Las Piedras.